# Granadina (higo)
Granadina es un cultivar de higuera de tipo higo común Ficus carica, bífera de higos de epidermis con color de fondo marrón verdoso con sobre color granate. Se cultiva en la colección de higueras de Montserrat Pons i Boscana en Llucmajor, Islas Baleares.

## Sinonimia
- „Sin sinónimos“.[4][5][6]

## Historia
Actualmente la cultiva en su colección de higueras baleares Montserrat Pons i Boscana, rescatada de un huerto particular de la localidad vecina de Campos en Mallorca.
Esterlich cita y describe esta variedad de higuera en 1908.
Su nombre podría proceder de su similitud con la forma y color del fruto del granado la granada. Otras opiniones nos la describen como una variedad importada de la ciudad de Granada.

## Características
La higuera 'Granadina' es una variedad bífera de tipo higo común. Árbol de mediano desarrollo, follaje esparcido con ramas colgando, la parte central de la copa clareando, las hojas se concentran en los extremos de las ramas. Sus hojas son pentalobadas (88 a 93%), heptalobadas (5 a 10%) o con 3 lóbulos (2%). 'Granadina' es de poca productividad tanto de brevas como de higos. La yema apical cónica de color verde.
Las brevas e higos 'Granadina' son frutos esferiformes, que presentan frecuentes frutos aparejados, de unos 48 gramos en promedio, de epidermis delgada de color de fondo  fondo marrón verdoso con sobre color granate. Ostiolo de 3 a 5 mm con escamas medianas moradas, presentan a menudo gota de miel. Pedúnculo de 2 a 5 mm cilíndrico verdoso. Grietas ausentes. Costillas marcadas. Con un ºBrix (grado de azúcar) de 26, sabor dulce pero insulso y aguanozo, con firmeza media, con color de la pulpa rosado claro. Con cavidad interna pequeña. Son de un inicio de maduración en brevas el 12 de junio y los higos sobre el 20 de agosto hasta el 26 de septiembre y de producción baja.
Poca facilidad de pelado, tradicionalmente se ha consumido en fresco en las áreas locales, y para alimento del ganado ovino y porcino. La segunda cosecha los higos de verano otoño se pudre en los años lluviosos, son muy sensibles a la humedad, a las escarchas e incluso al rocío, que les produce agriado.

## Cultivo
'Granadina', es una variedad de higo de color morado, reconocida por su piel delgada y delicada lo que no facilita su transporte en fresco. Se está tratando de recuperar de ejemplares cultivados en la colección de higueras baleares de Montserrat Pons i Boscana en Llucmajor.